# Vidar Sandbeck
Vidar Sandbeck, född 21 juli 1918 i Åsta, Åmots kommun, Hedmark fylke, död 10 november 2005 i Åmot, var en norsk författare och kompositör, en multikonstnär som spelade fiol, var vissångare, kompositör, träsnidare och diktare.
Sandbeck gav ut 37 böcker och omkring 400 visor.
Den mest kända visan var "Pengegaloppen", som i Sverige blev känd som "Ja se pengar" med Thore Skogman.

## Diskografi (urval)
Samlingsalbum
- Legende (1992)
- Velvalgte viser (1993)
- En fergemanns vise (2003)
- Jordbærstrå (2003)